# بخش پری (شهرستان توسکاراواس، اوهایو)
بخش پری (به انگلیسی: Perry Township) یک منطقهٔ مسکونی در ایالات متحده آمریکا است که در شهرستان توسکاراوس، اوهایو واقع شده‌است.
 بخش پری ۶۶٫۷ کیلومتر مربع مساحت و ۴۴۰ نفر جمعیت دارد و ۳۷۱ متر بالاتر از سطح دریا واقع شده‌است.